# 우시지마 쇼조

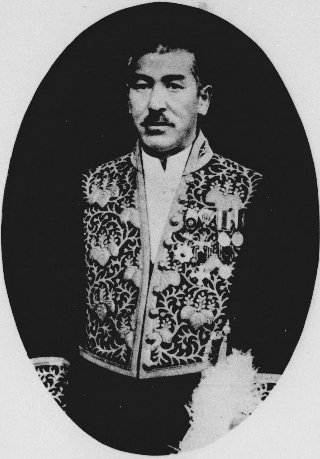
우시지마 쇼조

우시지마 쇼조(일본어: 牛島 省三, 1883년 3월 ~ 1940년 10월 14일)는 일본의 관료이다. 가고시마현 사람이다.

## 생애
1910년 7월, 도쿄 제국대학 법과대학 독일법과를 졸업하였고, 1911년 10월 문관 고등시험에 합격하여 효고현 시보(試補)가 되었다. 이어서 효고 현 경시, 효고 현 미노 군(美嚢郡)장을 역임했다. 1916년 돗토리현 이사관과 시학관을 거쳐 1919년 야마구치현 경찰부장과 구마모토현 경찰부장, 효고 현 경찰부장을 지냈다. 1924년 이시카와현 내무부장, 1925년 나가노현 내무부장이 되었고, 1927년 다시 이시카와 현 내무부장을 맡았다가 오사카부 내무부장이 되었다. 1928년 경시청 서기관, 경무부장이 되었고, 1929년 이바라키현 지사가 되었다.
1931년 6월, 조선으로 건너와 조선총독부 학무국장이 되었고, 7월 22일 내무국장을 겸하였고, 이어서 중추원 서기관장도 맡았다. 9월 29일 학무국장에서 물러나 내무국장 겸 서기관장이 되었다. 11월 7일 조선사 편수회 위원에 임명되었다.

## 참고 문헌
- 기다 주에(貴田忠衛), 《쇼와 10년판 조선인사흥신록》, 조선인사흥신록편찬부, 1935년
- 《조선총독부 관보》 제1367호, 1931년 7월 27일
- 《조선총독부 관보》 제1421호, 1931년 9월 29일